# Simson GS 50
Die Simson GS 50 ist ein Geländesport-Leichtkraftrad mit 50 cm³ Hubraum, das in der DDR von Simson in Suhl in mehreren Kleinserien und verschiedenen Ausführungen hergestellt wurde.

## Hintergrund
Ab 1961 wurde in der Sportabteilung von Simson das Geländesportmodell GS 50 entwickelt. Dabei handelte es sich um ein „entfesseltes“ Kleinkraftrad, das entsprechend der Höchstgeschwindigkeit trotz des Hubraums von 50-cm³ in der DDR als Motorrad eingestuft wurde und heute als Leichtkraftrad gilt. Der gleichen verkehrsrechtlichen Einstufung unterlag und unterliegt auch der Simson Sperber.
Entsprechend den Teilnahmebestimmungen an Veranstaltungen wie der internationalen Sechstagefahrt, musste die GS 50 auch in einer für den Straßenverkehr zugelassenen Ausführung produziert werden (KTA Typscheine 593 und 877). Daher umfasste die Serienausstattung unter anderem auch eine Ballhupe und einen Rückspiegel. Da es trotzdem nicht alle Straßenverkehrsvorschriften erfüllte, wurden diverse Ausnahmegenehmigungen erteilt. Neben der Funktion als speziell frisierte Wettbewerbsmaschine, wurde die GS 50 mit den folgend genannten technischen Daten in mehreren Kleinserien produziert, die an Motorradsportvereine des ADMV und der Gesellschaft für Sport und Technik verkauft wurden.
Die Vollnabenbremsen entsprachen der Serienausführung an den Vogelmodellen. Der Motor basierte auf Entwicklungsmodellen des Motors, der ab 1964 in der Vogelserie der Simson-Kleinkrafträder verwendet wurde. Mit dem zuvor produzierten, konstruktiv veralteten Moped Simson SR2 hatte die GS 50 hingegen kaum etwas gemein. Ein per Drehgriff geschaltetes Vorgelege ergänzte das fußgeschaltete Dreigang-Getriebe, sodass praktisch 6 Gänge zur Verfügung standen.
1964 wurde die Silbervase bei der 39. Internationalen Sechstagefahrt errungen.
Ähnlich wie bei MZ gelang es jedoch nicht, die beachtlichen internationalen Erfolge in eine Serien-Geländesportmaschine umzumünzen. Die Produktionszahlen der Kleinserien sind nur fragmentarisch überliefert: 1963 wurden 25 Fahrzeuge gebaut, für 1964 wurde die doppelte Stückzahl veranschlagt. Geplant war anfangs eine Serienfertigung in größerem Umfang, zu der es jedoch nicht kam. Die GS 50 ist somit das seltenste Leichtkraftrad aus den Simsonwerken. Daher ist es heute kaum mehr zu bekommen. Einige Fahrzeuge gingen auch in den Export.

## Modellpflege

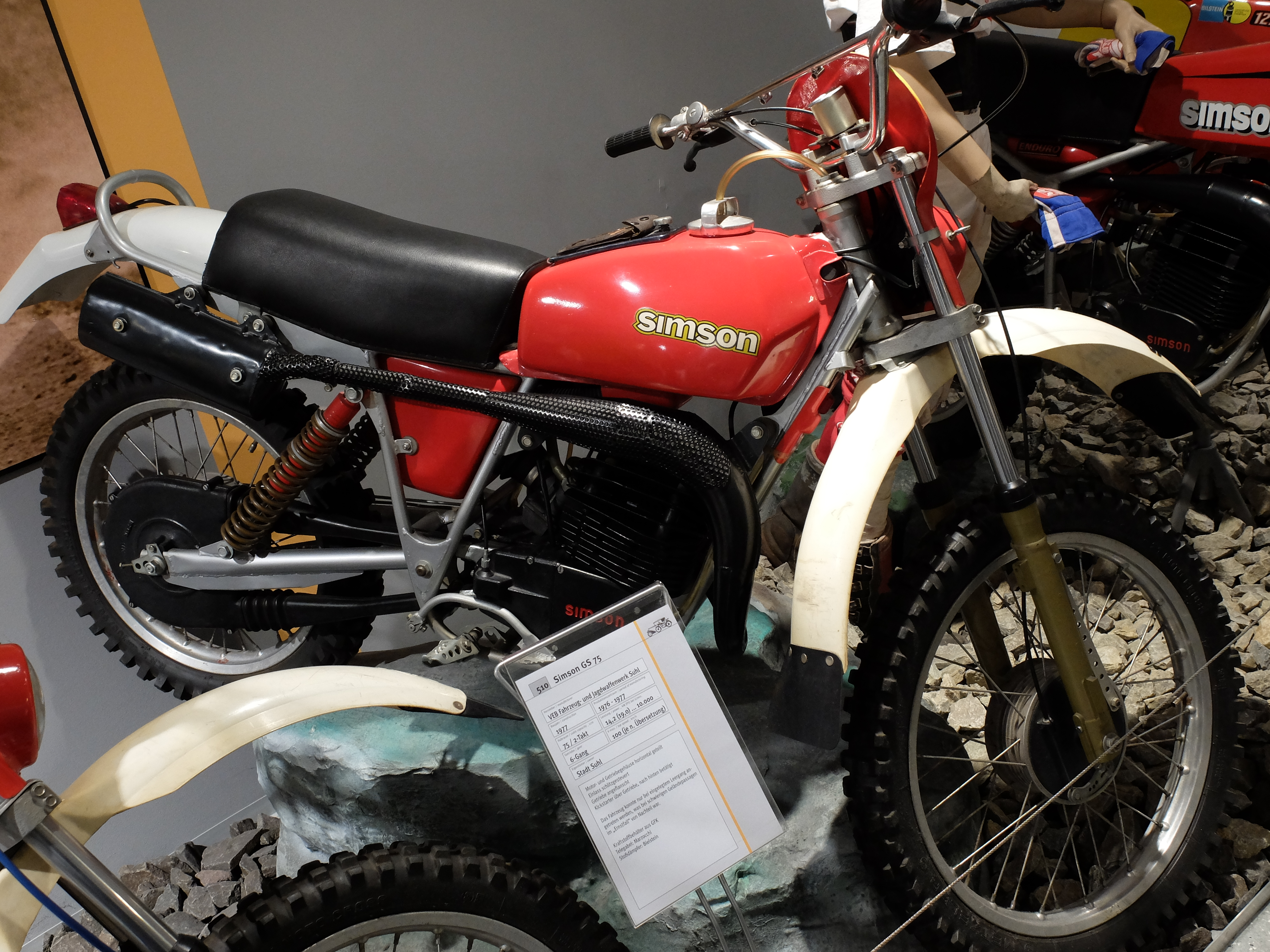
Simson GS 75, Ausführung 1977

Vorgestellt wurde die GS 50 im Jahr 1962, seinerzeit noch mit 3 Gängen und 4,8 PS Motorleistung. Die Ausführung 1963 besaß 5,5 PS Leistung bei 8000/min. Im Jahr 1965 waren es dann 6,0 PS bei 8000-8500/min und 0,52 kpm Drehmoment bei 7500/min. Anders als viele andere Maschinen dieser Klasse, besaß die GS 50 kein Gebläse. Ab 1964 wurden Zylinder und Zylinderkopf stärker verrippt, um die Wärmeabstrahlung zu verbessern.
1964 kam die GS 75 mit 75 cm³ hinzu, später baute Simson auch Geländesportmaschinen mit 80, 100 und 125 cm³. 1965 wurde dem GS 50 das höchste Gütezeichen Q zugesprochen.
Die Ausführungen bis mindestens 1965 besaßen ein Vollschwingenfahrwerk mit hydraulisch gedämpften Federbeinen und 19"-Laufrädern. Ab 1967 wurden die Maschinen unter der Bezeichnung GS 50-1 und  GS 75-1 hergestellt. Diese Maschinen besaßen ein verstärktes Rahmen-Zentralrohr und anstatt der Schwinge vorn eine Teleskopgabel. Durch Verwendung des Tanks des Simson Sperber vergrößerte sich der Tankinhalt auf 9,5 Liter. Ab 1968 wurde ein 21"-Vorderrad verbaut, sowie Ansaug- und Auspuffanlage geändert.
In abgewandelter Form wurden die GS-Modelle auch in den 1970er Jahren noch hergestellt. Auf der Leipziger Herbstmesse 1975 wurden die Maschinen in weiterentwickelter Ausführung gezeigt, die ab dem 4. Quartal 1975 produziert wurde: Eine kontaktloser Zündung ermöglichte Funktionssicherheit bis 12 000/min. Weiterhin gab es einen neuen Zylinder mit geschlossenen Überströmkanälen und größerem Rippenabstand. Zusammen mit einer Neuabstimmung von Ansaug- und Abgasanlagen konnte die Leistung der GS-50 somit auf 6 kW (8 PS) bei 9500/min und der GS-75 auf 9 kW (12 PS) bei 9400/min gesteigert werden. Der Rahmen wurde mit einem Doppelschleifenunterzug versehen, und die Lenkgeometrie wurde geändert, wobei sich neben einem größeren Nachlauf auch ein größerer Radstand ergab.

## Technische Daten

### GS 50
| Leistung                                           | 4,0 kW (5,5 PS) bei 8000/min                                | 4,4 kW (6,0 PS) bei 8000–8500/min                           | 4,8 kW (6,5 PS) bei 9000/min                                | 6 kW (8 PS) bei 9500/min                                                  |          |          |
| Motortyp                                           | M 53 KF-GS                                                  | M 53 KF-GS                                                  | M 54 KF-GS                                                  |                                                                           |          |          |
| Hub                                                | 39,5 mm                                                     | 39,5 mm                                                     | 39,5 mm                                                     | 39,5 mm                                                                   |          |          |
| Bohrung                                            | 40 mm                                                       | 40 mm                                                       | 40 mm                                                       | 40 mm                                                                     |          |          |
| Hubraum                                            | 49,5 cm³                                                    | 49,8 cm³                                                    | 49,6 cm³                                                    | 49,6 cm³                                                                  | 49,6 cm³ | 49,6 cm³ |
| Verdichtung                                        | 10,5 : 1                                                    | 12 : 1                                                      | 12 : 1                                                      | 12 : 1                                                                    |          |          |
| Zylinder                                           | Leichtmetall mit Guss-Laufbuchse                            | Leichtmetall mit Guss-Laufbuchse                            | Leichtmetall mit Guss-Laufbuchse                            | Leichtmetall mit Guss-Laufbuchse                                          |          |          |
| Zylinderkopf                                       | Aluminium-Guss                                              | Aluminium-Guss                                              | Aluminium-Guss                                              | Aluminium-Guss                                                            |          |          |
| Leichtmetall-Vergaser                              | BVF 170                                                     |                                                             | BVF 17M 3-21 mit 19 mm Durchlass                            | BVF M 6 mit 22 mm Durchlass                                               |          |          |
| Zündkerze                                          |                                                             | RM 14-280 oder -300                                         | M 14-280                                                    |                                                                           |          |          |
| Zündanlage                                         | Schwunglichtmagnetzünder, Unterbrecher                      | Schwunglichtmagnetzünder, Unterbrecher                      | Schwunglichtmagnetzünder, Unterbrecher                      | Schwunglichtmagnetzünder, kontaktlose Zündung (HKZ)                       |          |          |
| Anzahl der Gänge                                   | 3                                                           | 3                                                           | 4                                                           | 4                                                                         |          |          |
| Art der Schaltung                                  | Fußschaltung für Getriebe, Drehgriffschaltung für Vorgelege | Fußschaltung für Getriebe, Drehgriffschaltung für Vorgelege | Fußschaltung für Getriebe, Drehgriffschaltung für Vorgelege | Fußschaltung für Getriebe, Drehgriffschaltung für Vorgelege               |          |          |
| Rahmen                                             | geschweißter Zentralrohrrahmen                              | geschweißter Zentralrohrrahmen                              | geschweißter Zentralrohrrahmen                              | geschweißter Zentralrohrrahmen mit angeschraubtem Doppelschleifenunterzug |          |          |
| Vorderradfederung                                  | Schwinge mit ölgedämpften Federbeinen                       | Schwinge mit ölgedämpften Federbeinen                       | Teleskopgabel, 130 mm Federweg                              | Teleskopgabel, 140 mm Federweg                                            |          |          |
| Hinterradfederung                                  | Schwinge mit ölgedämpften Federbeinen                       | Schwinge mit ölgedämpften Federbeinen                       | Schwinge mit ölgedämpften Federbeinen                       | Schwinge mit ölgedämpften Federbeinen                                     |          |          |
| Bremsen                                            | Innenbackenbremsen 125 mm Durchmesser                       | Innenbackenbremsen 125 mm Durchmesser                       | Innenbackenbremsen 150 mm Durchmesser                       | Innenbackenbremsen 150 mm Durchmesser                                     |          |          |
| Räder                                              | Vorder- und Hinterrad 19 Zoll                               | Vorder- und Hinterrad 19 Zoll                               | Vorderrad 21 Zoll, Hinterrad 19 Zoll                        | Vorderrad 21 Zoll, Hinterrad 18 Zoll                                      |          |          |
| Bereifung                                          | Vorderrad 2,50/2,75–19 Hinterrad 3,00–19                    | Vorderrad 2,75–19 Hinterrad 3,00–19                         | Vorderrad 2,50–21 Hinterrad 3,00–19                         | Vorderrad 2,50–21 Hinterrad 3,25–18                                       |          |          |
| Gesamtlänge                                        | 1850 mm                                                     | 1900 mm                                                     | 1950 mm                                                     | 1980 mm                                                                   |          |          |
| Gesamthöhe                                         | 1050 mm                                                     | 1150 mm                                                     | 1230 mm                                                     | 1230 mm                                                                   |          |          |
| Lenkerbreite                                       | 700 mm                                                      | 710 mm                                                      | 740 mm                                                      | 740 mm                                                                    |          |          |
| Radstand                                           | 1240 mm                                                     | 1250 mm                                                     | 1250 mm                                                     | 1260 mm                                                                   |          |          |
| Bodenfreiheit                                      | 240 mm                                                      | 240 mm                                                      | 240 mm                                                      | 230 mm                                                                    |          |          |
| Gewicht betriebsfertig mit Werkzeug und Kraftstoff | 76 kg                                                       | 89 kg                                                       | 89 kg                                                       | 89 kg                                                                     |          |          |
| Höchstgeschwindigkeit                              |                                                             |                                                             | 80 km/h                                                     | 85 km/h                                                                   |          |          |
| Inhalt Kraftstofftank                              | 8,5 l                                                       | 8,5 l                                                       | 9,5 l                                                       | 9,5 l                                                                     |          |          |
| Kraftstoffverbrauch                                |                                                             |                                                             | 3,5 l/100 km                                                |                                                                           |          |          |

### GS 75
| Kenngröße                                          | Simson GS 75-1 (1968)                                       | Simson GS 75-1 (1975)                                                     |
| -------------------------------------------------- | ----------------------------------------------------------- | ------------------------------------------------------------------------- |
| Leistung                                           | 7,0 kW (9,5 PS) bei 8900/min                                | 9 kW (12 PS) bei 9400/min                                                 |
| Hub                                                | 46 mm                                                       | 46 mm                                                                     |
| Bohrung                                            | 45 mm                                                       | 45 mm                                                                     |
| Hubraum                                            | 73 cm³                                                      | 73 cm³                                                                    |
| Verdichtung                                        | 12 : 1                                                      | 12 : 1                                                                    |
| Zylinder                                           | Leichtmetall mit Guss-Laufbuchse                            | Leichtmetall mit Guss-Laufbuchse                                          |
| Zylinderkopf                                       | Aluminium-Guss                                              | Aluminium-Guss                                                            |
| Leichtmetall-Vergaser                              | BVF mit 22 mm Durchlass                                     | BVF M 6 mit 24 mm Durchlass                                               |
| Zündkerze                                          | M 14-280                                                    |                                                                           |
| Zündanlage                                         | Schwunglichtmagnetzünder, Unterbrecher                      | Schwunglichtmagnetzünder, kontaktlose Zündung (HKZ)                       |
| Anzahl der Gänge                                   | 4                                                           | 4                                                                         |
| Art der Schaltung                                  | Fußschaltung für Getriebe, Drehgriffschaltung für Vorgelege | Fußschaltung für Getriebe, Drehgriffschaltung für Vorgelege               |
| Rahmen                                             | geschweißter Zentralrohrrahmen                              | geschweißter Zentralrohrrahmen mit angeschraubtem Doppelschleifenunterzug |
| Vorderradfederung                                  | Teleskopgabel, 130 mm Federweg                              | Teleskopgabel, 140 mm Federweg                                            |
| Hinterradfederung                                  | Schwinge mit ölgedämpften Federbeinen                       | Schwinge mit ölgedämpften Federbeinen                                     |
| Bremsen                                            | Innenbackenbremsen 150 mm Durchmesser                       | Innenbackenbremsen 150 mm Durchmesser                                     |
| Räder                                              | Vorderrad 21 Zoll, Hinterrad 18 Zoll                        | Vorderrad 21 Zoll, Hinterrad 18 Zoll                                      |
| Bereifung                                          | Vorderrad 2,50–21 Hinterrad 3,25–18                         | Vorderrad 2,50–21 Hinterrad 3,25–18                                       |
| Gesamtlänge                                        | 1950 mm                                                     | 1980 mm                                                                   |
| Gesamthöhe                                         | 1230 mm                                                     | 1230 mm                                                                   |
| Lenkerbreite                                       | 740 mm                                                      | 740 mm                                                                    |
| Radstand                                           | 1250 mm                                                     | 1260 mm                                                                   |
| Bodenfreiheit                                      | 240 mm                                                      | 230 mm                                                                    |
| Gewicht betriebsfertig mit Werkzeug und Kraftstoff | 98 kg                                                       | 90 kg                                                                     |
| Höchstgeschwindigkeit                              |                                                             | 95 km/h                                                                   |
| Inhalt Kraftstofftank                              | 9,5 l                                                       | 9,5 l                                                                     |

## GS 80, GS 100 und GS 125

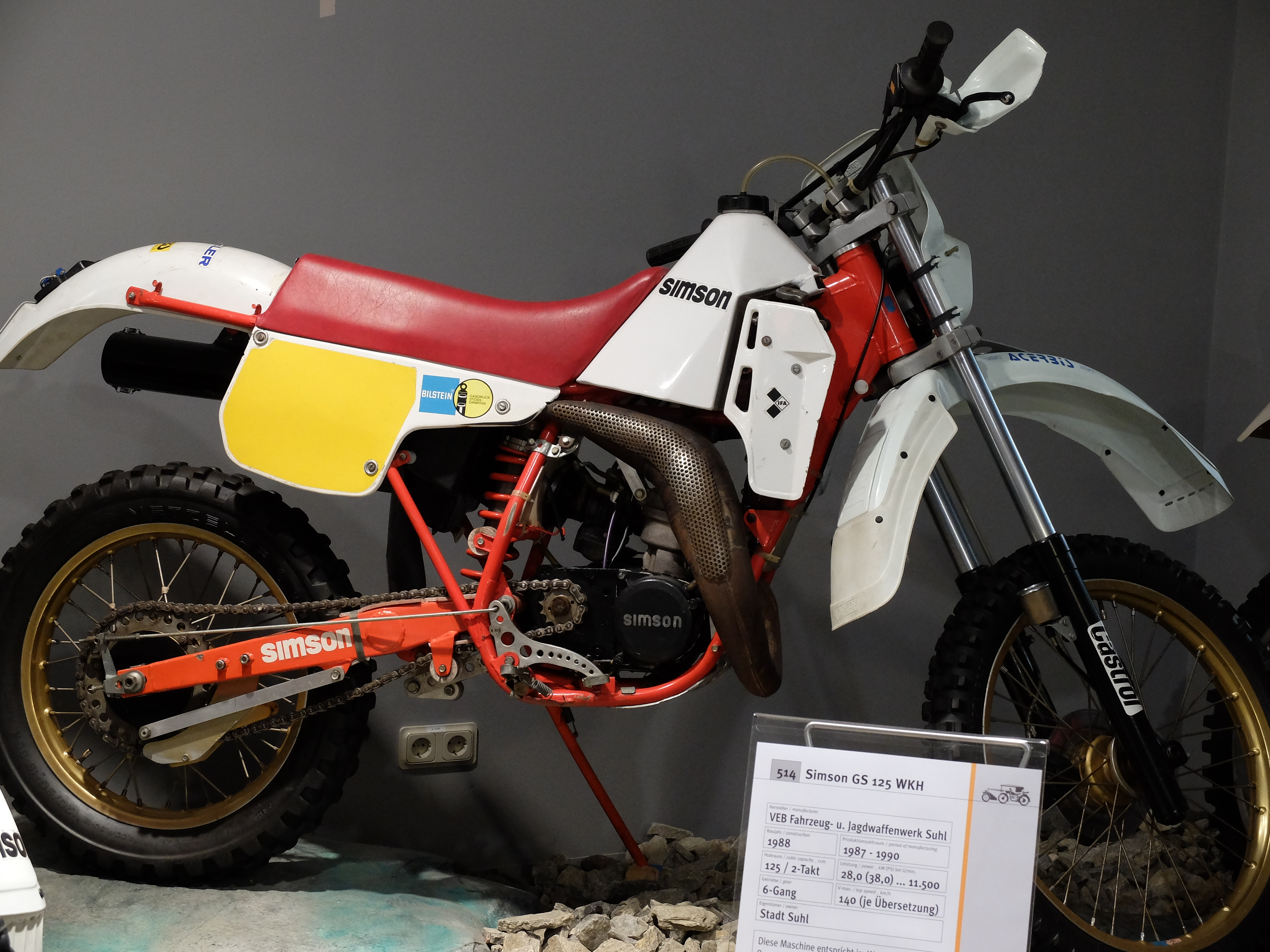
Simson GS 125 WKH, hier von 1988 (Fahrzeugmuseum Suhl)

In Einzelstücken wurden von Simson in der Folgezeit weitere Geländesportmaschinen wie die GS 80, GS 100 und GS 125 gebaut. Vor allem in der zweiten Hälfte der 1980er Jahre wurden motorsportliche Erfolge erzielt, und im Jahr 1990 gelang der Gesamtsieg in der Enduro-Weltmeisterschaft durch Thomas Bieberbach auf einer GS 80.